# کلیسای الیاس پیامبر، المپ

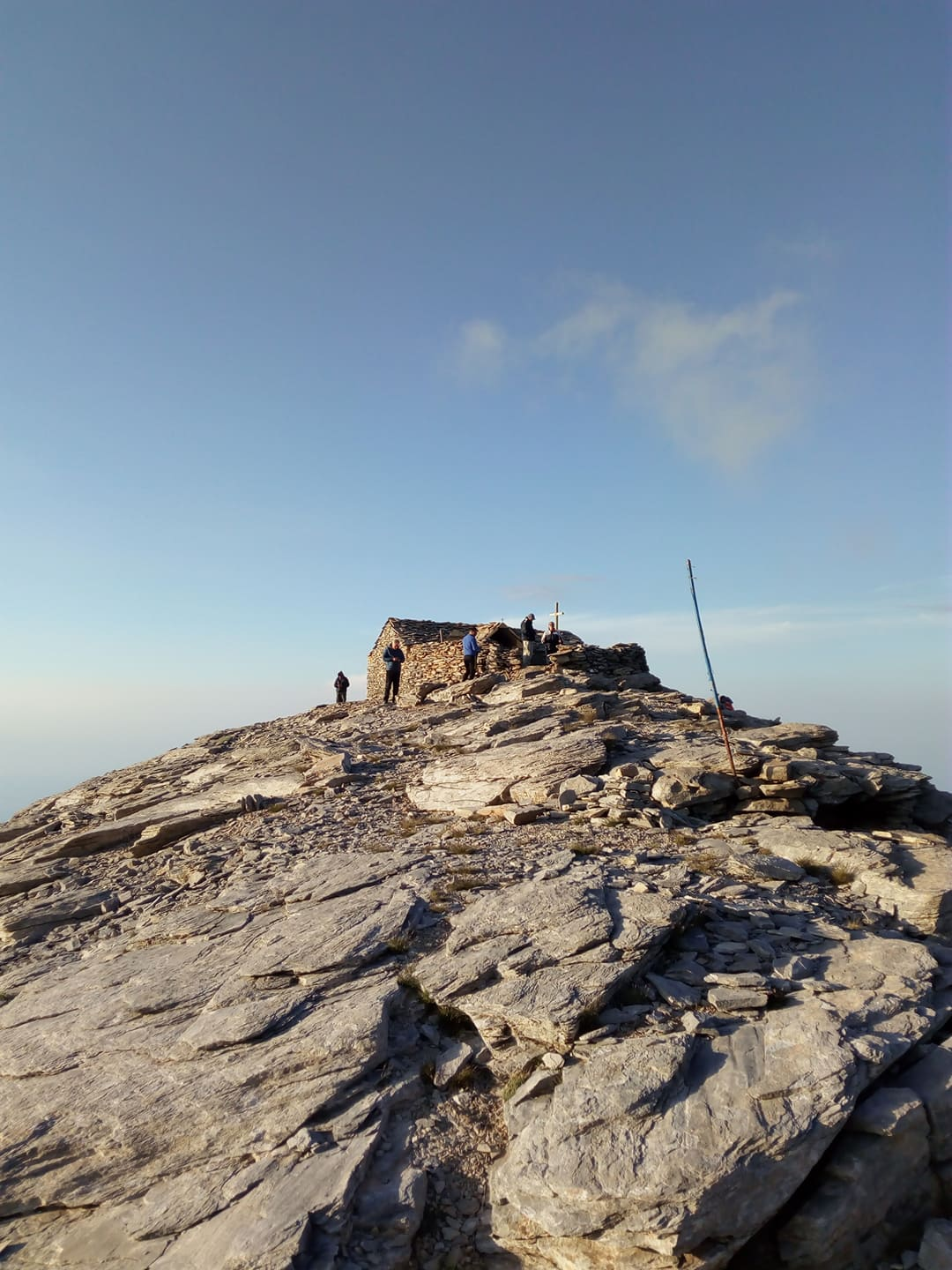
کلیسا

در نزدیکی اوج کوه المپ، کلیسای الیاس پیامبر (یونانی: εξωκκλήσι του Προφήτη Ηλία) قرار دارد. کلیسای ارتدکس شرقی زادروز پیامبر را در ۲۰ ژوئیه جشن می‌گیرد.

## جایگاه
قله پروفیتیس ایلیاس (Προφήτης Ηλίας) به ارتفاع ۲٬۸۰۳ متر (۹٬۱۹۶ فوت) در نزدیکی بلندترین قله‌های کوه المپ (Mytikas و Stefani) قرار دارد. نزدیک‌ترین کلبه‌های کوهستانی، کلبه آپوستولیدیس (۴۳۰ متر دورتر) و کلبه کریستوس کاکالوس (حدود ۶۰۰ متر دورتر) هستند.

## ساختمان
این کلیسا در بالای کوه پروفیتیس ایلیاس ساخته شده‌است. مصالح اصلی ساختمان سنگ‌های اطراف کلیسا است. کف کلیسا با تخته سنگ پوشانده شده و دیوارهای بیرونی از سنگ‌های لایه‌ای بدون به‌کارگیری مواد اتصالی دیگر ساخته شده‌است. سقف پوشیده‌شده با دال‌های سنگی، توسط یک سازه چوبی برای تحمل بار برف پشتیبانی می‌شود. دهلیز در ضلع شرقی و جنوبی توسط دیواری از سنگ طبیعی محافظت می‌شود و ورودی آن در سمت شمالی است. ورودی کلیسا در ارتفاع پایین در سوی جنوبی ساختمان قرار دارد.